# Chiến dịch quần đảo Gilbert và Marshall
Chiến dịch quần đảo Gilbert và Marshall từ tháng 11 năm 1943 đến tháng 2 năm 1944, là các chiến dịch chiến lược quan trọng của Hải quân và Thủy quân lục chiến Hoa Kỳ tại trung tâm Thái Bình Dương ở chiến trường Thái Bình Dương trong Chiến tranh thế giới thứ hai. Chiến dịch bắt đầu bởi một cuộc oanh tạc đảo Makin của Thủy quân lục chiến Hoa Kỳ vào tháng 8, 1942.
Những căn cứ của quân Nhật trên quần đảo Gilbert và quần đảo Marshall là một phần trong hệ thống phòng thủ vòng ngoài của Đế quốc Nhật Bản nhằm ngăn chặn những cuộc tấn công bất ngờ hay các cuộc dội bom của quân đội Mỹ vào chính quốc Nhật. Chiến dịch này nối tiếp bởi Chiến dịch Mariana diễn ra vào mùa hè sau đó.

## Bối cảnh
Lực lượng quân Nhật chiếm đóng quần đảo Gilbert 5 tháng sau cuộc tấn công bất ngờ vào Trân Châu cảng, Hawaii. Để tăng cường phòng thủ cho đảo Tarawa, người Nhật cho xây một căn cứ cho thủy phi cơ và máy bay ném bom ở Makin và cho binh lính đi tuần dọc bờ biển để cảnh giới các hoạt động của quân Đồng Minh ở Nam Thái Bình Dương. Tuy nhiên chỉ sau trận bắn phá của Carlson trên đảo Makin vào tháng 8-1942, quân Nhật mới bắt đầu củng cố các công sự trên quần đảo Gilbert. Hòn đảo lớn nhất và đồng thời có vị trí chiến lược quan trọng nhất trong quần đảo Gilbert là đảo Tarawa, quân đội Hoa Kỳ cần đường băng ở Tarawa để tiến công vào các đảo của chính quốc Nhật Bản. Những công sự tại đây cùng với các đảo xung quanh nhanh chóng được xây dựng kể từ tháng 3-1943 cùng với hơn 2.000 quân Nhật trên đảo. Ngoài ra còn có Lực lượng đổ bộ đặc biệt số 7 với 3.000 người và 1.247 lao động thuộc đơn vị xây dựng 940 của Hải quân Đế quốc.
So với quần đảo Makin, nơi chỉ có tổng cộng 798 lính chiến đấu bao gồm cả 100 nhân viên hàng không hoạt động lẻ loi. Hơn nữa, còn có các đơn vị như Lữ đoàn Hải quân Đánh bộ số 1, Tiểu đoàn Bộ binh Cơ động số 2 và Không hạm đội số 22 đóng tại các đảo Kwajalein, Eniwetok và Truk với quân số 11.500 quân. Đại tướng Holland M. Smith, chỉ huy Sư đoàn Thủy quân lục chiến số 5 chỉ trích hành động của Carlson đã đánh động quân Nhật tại đây về chiến dịch của quân đội Mỹ. Ông cho rằng đảo Tarawa nên được bỏ qua trong kế hoạch đánh phá, nhằm tránh cho Thủy quân Lục chiến khỏi phải gánh chịu thương vong cao. Các Đô đốc Chester W. Nimitz, Ernest King và Raymond A. Spruance tin rằng việc chiếm lấy quần đảo Gilbert là một bước cần thiết và tối quan trọng để có thể thực hiện các bước tiến tiếp theo trên quần đảo Marshall. Mật danh của chiến dịch chiếm lấy quần đảo Gilbert là Galvanic, đồng thời đây cũng là tên gọi cho các trận đánh chiếm các đảo Tarawa, Makin,Kwajalein và Eniwetok.

## Diễn biến
Ngày 20 tháng 10, sau ba ngày bắn phá quần đảo bằng hải pháo và không quân, Sư đoàn Thủy quân Lục chiến số 2, Sư đoàn Bộ binh 27 đổ bộ lên Makin, Tarawa. Cùng lúc, các Sư đoàn Thủy quân Lục chiến số 4, Sư đoàn Bộ binh số 7 và Trung đoàn Hải quân Đánh bộ 22 có 3 tiểu đoàn khác hỗ trợ với 46.600 quân cập bờ vào các đảo Roi, Namur, Kwajalein và Eniwetok. Makin bị chiếm trong bốn ngày với đôi chút khó khăn, quân Mỹ chỉ chịu tổn thất 66 người chết và 185 người bị thương, nhưng vào rạng sáng ngày 24, tàu ngầm I-175 Nhật đánh chìm tàu sân bay USS Liscome Bay, kéo theo 697 phi công và thủy thủ trên tàu, chiếm đa số thương vong của Mỹ ở Makin. Ở Tarawa, tình hình thì căng thẳng hơn, khi Thủy quân Lục chiến áp sát hòn đảo, họ nhận ra mực nước quá nông để xe lội nước đi qua, binh lính của hai sư đoàn 2, 27 tiến vào các bãi biển Red 1,2 và 3, ngay khi đổ bộ lên bờ quân Mỹ vấp phải hỏa lực dữ dội từ những công sự, lô cốt trang bị pháo và súng máy bố trí dọc theo bờ biển, đến cuối ngày thì đã có 1.500 trong hơn 5.000 lính Mỹ đã thiệt mạng hoặc bị thương nặng. Qua ngày thứ hai, các cuộc tấn công trực diện đẩy lùi quân Nhật từng mét một, tại bờ Nam, 200 lính Mỹ thuộc các thành phần công binh, hải quân và cả Thủy quân Lục chiến cùng 2 xe tăng duy nhất còn hoạt động-chỉ huy bởi Thiếu tá Micheal P. Ryan đã tổ chức một mũi thọc sâu-tiêu diệt các công sự của quân Nhật trên các bãi biển Black 1 và 2, những người lính này còn được biết đến với tên gọi ''Đội quân Mồ côi'', phải mất ba ngày để tiêu diệt ổ đề kháng cuối cùng, hơn 1.000 lính Mỹ tử trận được chôn cất gần sân bay, lực lượng Nhật bảo vệ hòn đảo gần như bị xóa sổ hoàn toàn. Trong khi đó, tại đảo Roi, địa hình bằng phẳng giúp cho quân Mỹ sử dụng hiệu quả lựu đạn, súng phun lửa và xe tăng để loại bỏ từng công sự, từng ụ súng của quân Nhật, đảo Truk bị vượt qua và cắt đứt. Tuy nhiên, địa hình rừng rậm, đồi núi xen kẽ các dãy đá san hô trên Kwajalein và Namur cộng với sức kháng cự quyết liệt của quân Nhật khiến Mỹ gặp nhiều khó khăn, họ mất hơn ba ngày để triệt hạ toàn bộ quân Nhật tại đây, Chuẩn Đô đốc Monzo Akiyama - chỉ huy quân trú phòng trên đảo - tử trận sau cuộc chiến do bị 1 máy bay ném bom Mỹ tấn công. Cuối cùng, sau đợt bắn phá của Hải quân ngày 17 tháng 2, Trung đoàn Hải quân Đánh bộ 22 và Trung đoàn Bộ binh 106 tấn công đảo Eniwetok, sức kháng cự của Nhật trong ngày đầu tiên rất yếu ớt, quân Mỹ tổn thất 85 người chết,166 người bị thương. Nhưng quân Nhật cố gắng xốc lại lực lượng và tập hợp lại ở hướng Tây Nam, tại đây người Nhật tổ chức phản công dữ dội vào cạnh sườn quân Mỹ, buộc họ phải dừng lại và lên kế hoạch tấn công lúc nửa đêm, quân Mỹ điều thêm Trung đoàn Pháo dã chiến 104 và một bộ phận của Tiểu đoàn Pháo hạng nặng số 2 đến tăng cường, pháo binh Hoa Kỳ bắn phá dọn đường yểm trợ bộ binh xung phong, đánh lùi từng đợt phản công của quân Nhật. Đến ngày 22/23 tháng 2, hòn đảo được tuyên bố an toàn mặc dù một số nơi quân Nhật vẫn tiếp tục kháng cự, quân Mỹ chịu thương vong 1.200 người trong khi quân Nhật mất 3.300 người chết và hơn 100 người bị bắt.